# Consulat général de Guinée au Niger
Le Consulat Général de Guinée au Niger est la représentation diplomatique de la République de Guinée au Niger. Elle est située à Niamey.

## Consulats
La Guinée dispose consulats honoraires à Niamey.